# 구라시키 티볼리 공원

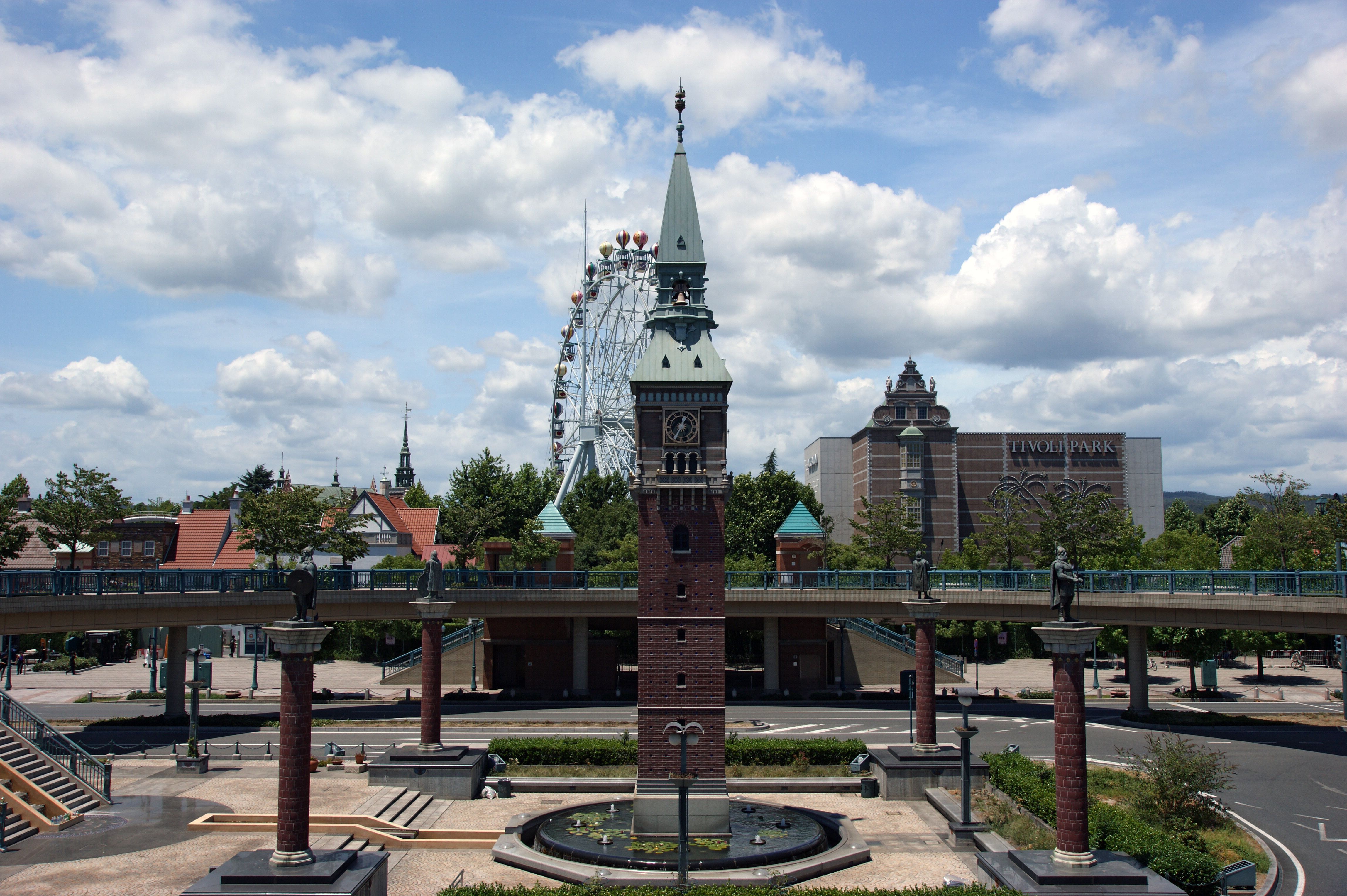
시계탑

구라시키 지보리 공원(일본어: 倉敷チボリ公園 구라시키치보리코엔[*])은 오카야마현 구라시키시 고토부키 정에 있던 공원이다.
1997년 구라시키 방적 구라시키 공장 터에 개원하여 2008년 12월 31일을 기해 폐원하였다. 공원은 덴마크의 수도 코펜하겐에 있는 티볼리를 모델로 조성했다.
공원의 면적은 약 12 ha이며, 2008년 11월 현재 20곳의 놀이시설 및 13곳의 매장, 14곳의 레스토랑이 자리잡고 있었다.
오카야마 현을 중심으로 출자한 티볼리 재팬 주식회사에서 운영했으며 경영난으로 인해 2009년 1월 1일 오전 1시부로 운영을 중단했다.